# قيبتشاق
قيبتشاق هي بلدة في مقاطعة كاسان في ولاية قشقداريا في أوزبكستان.